# مادیارلاک
مادیارلاک (به مجاری:  Magyarlak) یک شهرداری در مجارستان است که در واش واقع شده‌است. مادیارلاک ۷٫۶۲ کیلومتر مربع مساحت و ۷۴۸ نفر جمعیت دارد.